# Kulíkovití
Kulíkovití (Charadriidae) představují početnou čeleď malých dlouhokřídlých ptáků s širokým areálem rozšíření po všech kontinentech kromě Antarktidy.

## Systematika
Čeleď kulíkovitých vytyčil v roce 1820 anglický přírodovědec William Elford Leach. Zástupci čeledi jsou známi v češtině jako kulíci, čejky, keptušky nebo štěrkovníčci. Kulíkovití spadají do řádu dlouhokřídlých, jehož vnitřní taxonomie má komplikovanou historii a dodnes se mezi vědci debatuje.
Podle genetických studií utváří kulíkovití sesterskou skupinu ke kladu zahrnující čeledi ústřičníkovití (Haematopodidae) a tenkozobcovití (Recurvirostridae). K roku 2024 bylo známo 69 druhů v těchto 11 rodech:
- Anarhynchus
- Charadrius
- Erythrogonys
- Eudromias
- Hoploxypterus
- Oreopholus
- Peltohyas
- Phegornis
- Pluvialis
- Vanellus
- Zonibyx

## Charakteristika čeledi
Kulíkovití jsou menší ptáci s oválným tělem, mají kulatější hlavu, velké oči, špičatý kratší zobák s jemnými čidly a krátký krk. Nohy jsou kratší a palec je silně redukován nebo chybí. Většina druhů kulíkovitých nemá chocholku, výjimkou jsou čejky.
Jsou hmyzožravci, živí se bezobratlými – hmyzem a jeho larvami, žížalami a jinými kroužkovci či drobnými korýši. Občas sezobnou i semena rostlin nebo bobule. Jsou monogamní se sdílenou rodičovskou péčí. Najdou se nicméně výjimky; kulík hnědý (Eudromias morinellus) je polyandrický. Hnízdí na zemi v porostu trav nebo na písku či štěrku. Snášejí zpravidla 3–4 vejce, doba inkubace se pohybuje mezi 21–30 dny. Mláďata kulíků nejsou krmivá. Před predátory je chrání krycí zbarvení.
Kulíkovití žijí v otevřené krajině, vyhledávají vlhčí biotop, mokřadní louky a pole, někteří písečné a bahnité břehy rybníků, jezer a řek. Pobíhají po bahnitých plochách a náplavech při vodách. 

## Druhy v Česku
- čejka chocholatá – tažná, zdržuje se II–XI, pravidelně hnízdí, ubývá[9]
- kulík bledý – pravidelně, ale nepočetně protahuje[10]
- kulík hnědý – občas protahuje, výjimečně hnízdí[10]
- kulík mořský – ojediněle zalétá[11]
- kulík písečný – pravidelně, ale nepočetně protahuje v květnu a v srpnu až říjnu;[12] zahnízdí zcela výjimečně[11]
- kulík říční – tažný, zdržuje se III/IV –IX/X, pravidelně hnízdí[12]
- kulík zlatý – pravidelně protahuje na jaře (III–IV) a na podzim (X–XI)[13]